# Banco Central
|  | Per a altres significats, vegeu «Banc Central». |

Banco Central fou un banc espanyol creat en 1919 a partir de la unió de 8 bancs petits. El 1988 el seu president Alfredo Escámez va refusar un intent de fusió amb el Banesto de Mario Conde, però el 1991 va decidir fusionar-se amb el Banco Hispano Americano, adoptant la marca comercial Central Hispano. Avui dia la seva herència la gestiona el Grupo Santander amb Ana Patricia Botín-Sanz de Sautuola O'Shea com a presidenta i José Antonio Álvarez Álvarez com a conseller delegat.

## Cronologia
- El 6 de desembre de 1919 neix el Banco Central.
- 1947 fusió amb el Banco Río de la Plata
- 1943 - 1970 presidit per Ignasi Villalonga
- 1983 sortida a Borsa a Nova York[1]
- 1988 intent fallit de fusió del Banco Central amb Banesto[2]
- 1991 fusió del Banco Central amb el Banco Hispano Americano[3]
- 1999 fusió del Banco Santander amb Banco Central Hispano (BCH)[4]